# Michael de la Pole, 2. Earl of Suffolk
Michael de la Pole, 2. Earl of Suffolk (* vor 1367; † 1415) war ein englischer Adeliger und Sohn von Michael de la Pole und Katherine Wingfield, Tochter von Sir John Wingfield.

## Leben
Sein Vater floh ins Ausland, bevor er durch das Gnadenlose Parlament 1388 angeklagt wurde, und verwirkte damit alle seine Ländereien und den Titel des Earl of Suffolk. Im nächsten Jahrzehnt versuchte Michael seine Besitztümer wieder zu erhalten und übernahm im Januar 1398 den Titel des Earls. Obwohl er dem Aufruf des Duke of York gehorchte, das Königreich gegen Henry Bolingbroke zu beschützen, verließ er dessen Armee und stimmte der Thronenthebung von Richard II. zu. Zum Dank erstattete Heinrich IV. seine Besitztümer wieder zurück. Michael spielte eine ziemlich kleine Rolle in der Politik, obwohl er regelmäßig am Parlament teilnahm. Er war an der Eroberung Schottlands (1400) beteiligt und war ein englischer Diplomat am Konzil von Pisa. Michael war auch ein Lieutenant des Duke of Clarence während dessen Eroberungen 1412. Dennoch verbrauchte er die meiste Zeit, um den Einfluss seiner Familie in East Anglia aufzubauen. Er war Richter in Norfolk und Suffolk seit 1399 und wurde von einer nicht geringen Anzahl lokaler Adeliger unterstützt. De la Pole vollendete die Pläne seines Vaters in Wingfield und vergrößerte die Kirche.
Michael de la Pole beteiligte sich am Eroberungszug Heinrichs V. in Frankreich (1415) mit 40 bewaffneten Männern und 120 Bogenschützen. Er starb vor Harfleur im Beisein seines Sohnes Michael an der Ruhr.

## Familie
Michael war mit Katherine de Stafford, der Tochter Hughs, Earl of Stafford verheiratet. Sie waren die Eltern von mindestens 8 Kindern:
- Michael de la Pole, 3. Earl of Suffolk
- William de la Pole, 1. Duke of Suffolk
- Alexander de la Pole († 1429), getötet in der Schlacht von Jargeau
- Sir John de la Pole († 1429), starb als Gefangener in Frankreich
- Thomas de la Pole († 1433), Priester starb in Frankreich als Gefangener
- Katherine de la Pole, Äbtissin in Barking
- Isabel de la Pole († 1466), Frau von Thomas Morley
- Elizabeth de la Pole, zuerst Frau von Edward Burnell, dann Frau von Sir Thomas Kerdeston